# Farfugium
Farfugium es un género de plantas con flores perteneciente a la familia Asteraceae.  Comprende 7 especies descritas y de estas, solo 2 aceptadas.

## Descripción
Son plantas herbáceas perennes, ocasionalmente siempreverdes, de raíces rizomatosas. Los tallos carecen de hojas o tienen solo algunas brácteas. Las hojas principales se organizan en roseta basal; son largamente pecioladas y con un limbo reniforme/orbicular de nerviación palmada. Los capítulos, que tienen algunas brácteas adicionales en sus bases, son numerosos y forman corimbos. El involucro es de forma campanulada con 2 filas de brácteas, las exteriores estrechas y las internas anchas con bordes membranosos. Rodean un receptáculo llano, sin páleas, alveolado. Las lígulas, en una sola fila, son femeninas, mientras los flósculos del disco son hermafroditas con el limbo pentalobulado. Las cipselas son cilíndricas, peludas entre las costillas y con un vilano blanco de pelos denticulados.

## Taxonomía
El género fue descrito por John Lindley y publicado en The Gardeners' Chronicle & Agricultural Gazette 1857: 4. 1857.

## Especies aceptadas
A continuación se brinda un listado de las especies del género Farfugium aceptadas hasta agosto de 2012, ordenadas alfabéticamente. Para cada una se indica el nombre binomial seguido del autor, abreviado según las convenciones y usos.
- Farfugium hiberniflorum (Makino) Kitam.
- Farfugium japonicum (L.) Kitam.